# Beringia

L'ultima fase di riapertura della Beringia

Il ponte di terra dello stretto di Bering, anche detto Beringia, era un istmo largo al massimo 1 600 km, che ha collegato per vari periodi l'Alaska e la Siberia durante le ere glaciali del Pleistocene.
La Beringia non era ricoperta di ghiaccio grazie ai venti tiepidi provenienti dall'oceano Pacifico che ne mitigavano la temperatura. Il mare dei Ciukci, lo stretto di Bering e la parte settentrionale del mare di Bering sono tutte zone marine poco profonde che emersero durante le ere glaciali.

## Storia
Altri istmi si formarono durante le ere glaciali, in tutto il mondo: circa 14 000 anni fa, ad esempio, l'Australia, la Tasmania e la Nuova Guinea formavano un unico continente, mentre le Isole britanniche erano unite al resto d'Europa. Anche il Mar Cinese Meridionale scomparve, unendo l'Asia alle isole di Sumatra, Giava e Borneo.
La Beringia ha avuto un ruolo importante nella storia: ha permesso, ad esempio, l'arrivo dell'uomo in America, stimato fino ad alcuni anni fa a circa 12 000 anni fa, mentre recenti ritrovamenti anticipano questa data ad almeno 15 500 anni fa. Anche altre specie utilizzarono questa zona per passare dall'Asia all'America (leoni, ghepardi) e viceversa (cammelli).
L'innalzamento e abbassamento del livello del mare hanno determinato vari periodi di unione e separazione dell'America con l'Asia. La Beringia sembra essere esistita in entrambe le glaciazioni del 35 000 a.C. e nel periodo fra i 22 000 e i 7 000 anni fa. Il ritrovamento di fossili di dinosauri molto simili nei due continenti (Troodon, Saurolophus, Tyrannosaurus, Leptoceratops) suggerisce l'esistenza della Beringia anche in periodi molto più antichi.
Lo stretto riaprì all'incirca 15 500 anni fa e a partire dal 4 000 a.C., la linea costiera dei due continenti assunse l'attuale configurazione. In questi periodi, il clima della Beringia non è rimasto costante, ma ha subito variazioni che hanno determinato la sopravvivenza di determinate specie rispetto ad altre: in questo senso, il ponte di terra si è comportato come una barriera. Durante i periodi più freddi, i ghiacciai ricoprirono la zona e il livello di precipitazioni scese di parecchio, mentre durante le parentesi temperate neve e pioggia caddero abbondanti. I fossili mostrano che un tempo pecci, betulle e pioppi popolavano anche zone ben più a nord del loro areale attuale: ciò vuol dire che un tempo il clima era più umido e temperato. I mastodonti, che si cibavano prevalentemente di arbusti, erano molto rari nella tundra della Beringia durante i periodi più freddi: al contrario, in questo ambiente prosperavano i mammut.

## Origine del ponte di Beringia
Esistono prove concrete che indicano che il livello degli oceani salì e scese varie volte nel passato. Durante l'ultima glaciazione la concentrazione del ghiaccio nei continenti fece scendere il livello degli oceani di oltre 120 metri. Questo abbassamento fece sì che in varie regioni del pianeta fossero create delle connessioni terrestri, come, ad esempio, Australia-Tasmania con Papua Nuova Guinea; Filippine e Indonesia; Giappone e Corea.
Uno di quei posti fu Beringia. A causa del fatto che lo stretto di Bering, che separa l'Asia dall'America, ha una profondità compresa fra 30 e 50 metri, l'abbassamento delle acque lasciò scoprire un territorio di ampiezza fino a 1 500 chilometri, unendo la Siberia e l'Alaska, circa 40 000 anni fa.
Esisteva allora un ponte terrestre tra l'Asia e l'Alaska, che apparve quando i ghiacciai dell'ultimo periodo glaciale erano alla loro massima estensione, intrappolando milioni di chilometri cubici di precipitazioni che sarebbero altrimenti finite negli oceani. La mancanza di quell'acqua ridusse il livello del mare di Bering di più di 90 metri, abbastanza per convertire lo stretto in un ponte di terra che univa i due continenti.

## Caratteristiche geografiche e naturali

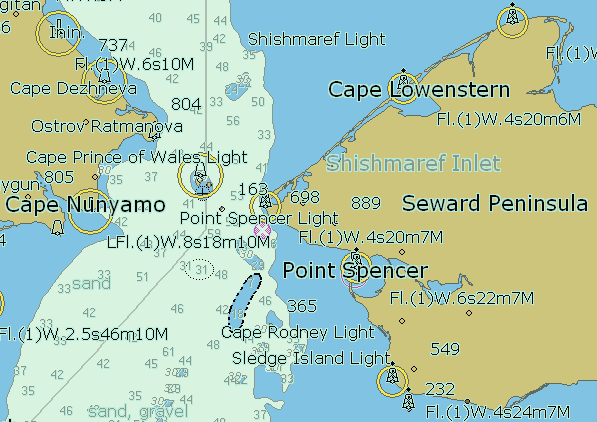
Carta nautica dell'attuale stretto di Bering

Il ponte di Beringia apparve durante la glaciazione di Würm o Wisconsin (80 000 a.C. – 10 000 a.C.). Durante questa glaciazione i ghiacciai si estesero dalle calotte di ghiaccio polari verso i tropici. In questa zona i continenti si coprirono di ghiaccio e i laghi, le lagune e i fiumi ghiacciarono.
Malgrado l'abbassamento della temperatura globale e la sua prossimità con il polo nord, il ponte di Beringia aveva un clima sorprendentemente temperato, anche più caldo di quello attuale nello stretto di Bering, con temperature d'estate superiori ai 10 °C. C'era una grande pianura ampia più di 1 500 km², agevole da attraversare, limitata dal mare di Bering verso sud e dal Mar Glaciale Artico verso nord. La Beringia non fu invasa dal ghiaccio perché il suo clima moderatamente caldo non permetteva lo sviluppo dei ghiacciai.
L'ecologia del ponte di Beringia si trasformava a mano a mano che il cambiamento climatico mutava l'ambiente, selezionando le piante e gli animali capaci di sopravvivere. Durante i periodi più freddi, i ghiacciai avanzavano e le piogge si riducevano; durante gli interglaciali più caldi erano frequenti nubi, piogge e nevicate.

## Migrazioni di piante e animali
È stato provato che l'esistenza del “ponte” ha permesso l'attraversamento in entrambe le direzioni a piante e animali, e probabilmente anche uomini: la teoria del popolamento dell'America a partire dall'attraversamento del ponte di terra della Beringia, negli ultimi decenni data per scontata dalla stragrande maggioranza degli studiosi, è stata recentemente messa in discussione da nuove teorie che ipotizzano una colonizzazione precedente a quella asiatica. Benché ci siano state delle grandi scoperte di fossili di piante e di animali nella zona, non ce ne sono stati di esseri umani di antichità sufficiente per confermare la teoria.
Gli scienziati affermano che il ponte di Beringia aveva le condizioni per essere attraversato da uomini e animali durante due brevi periodi geologici che durarono oltre 4 000 anni il primo e oltre 15 000 anni l'ultimo. Gli animali terrestri erano in condizioni di migrare in entrambe le direzioni. Dall'Asia attraversarono alcuni mammiferi come il leone e il ghepardo e i proboscidati, che si evolsero in specie nordamericane endemiche ora estinte. Gli altri fossili dimostrano che gli abeti, le betulle e i pioppi crebbero più a nord dei loro limiti moderni, indicando che esistevano periodi nei quali il clima fu più caldo e umido di adesso. I mastodonti, che dipendevano dagli arbusti per la loro alimentazione, erano rari nella tundra secca che caratterizzava il ponte di Beringia nei periodi freddi quando, al contrario, prosperavano i mammut.

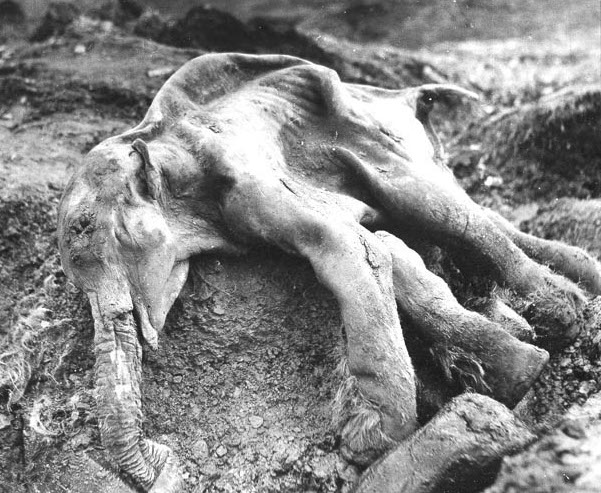
Resti di cucciolo di mammut, ritrovati in Beringia

Il ponte di Beringia era: “...un'estensione di pianure ondulate e senza alberi, interrotta a volte da una catena montagnosa disseminata da innumerevoli piccoli laghi. Quasi tutta la terra è sommersa; alcune parti sono composte da una palude stratificata di muschi e licheni. Ma ci sono anche vaste distese di terre abbastanza stabili, coperte da  erbe di poca altezza... Oltre a specie oggi scomparse, come i mammut e le tigri dai denti a sciabola, nelle pianure abbondavano i cavalli ed i caribù, e vicino ai branchi stavano in agguato i lupi.”

## Teorie sulla popolazione di Beringia e l'entrata nell'America
Per 19 000 anni fu possibile per le tribù primitive dell'Asia attraversare il ponte di Beringia. Il primo a creare un possibile modello migratorio di popoli asiatici verso l'America attraverso Beringia fu Caleb Vance Haynes in un articolo pubblicato sulla rivista Science nel 1964. Il dato più importante di cui tenere conto nel formulare una teoria migratoria durante l'ultima glaciazione, è il fatto che durante l'ultima glaciazione il Canada era completamente coperto di ghiaccio, invaso da due calotte giganti: la calotta di ghiaccio laurentino e la calotta di ghiaccio della catena delle Montagne Rocciose. È probabile che ciò rese impossibile o molto difficile l'entrata nel continente oltre Beringia.
Si sviluppò allora un'altra teoria: poco prima che terminasse l'ultima glaciazione e che il ponte di Beringia fosse sommerso, le grandi distese ghiacciate che coprivano il Canada iniziarono a sciogliersi lungo la linea di contatto che le separava, aprendo un corridoio libero dal ghiaccio di circa 25 chilometri che seguiva, prima la valle del fiume Yukon e poi il fianco est delle Montagne Rocciose lungo il corridoio del fiume Mackenzie. Gli scienziati che sostengono questa teoria dicono che ciò avvenne intorno al 14 000 a.C., mentre altri affermano che non avvenne fin verso l'11 000 a.C.. Probabilmente gli esseri umani che vivevano in Beringia poterono avanzare verso l'interno dell'America, benché non ci siano evidenze che lo dimostrino.
Questa teoria prese forma con le scoperte della cultura Clovis che datavano intorno all'anno 13 500 a.C., affermando che era stata prodotta dai primi migranti che arrivarono attraverso il ponte di Beringia. Da qui, a loro volta avrebbero dato origine a tutte le altre culture indoamericane. Questa spiegazione, conosciuta come la "teoria del popolamento tardo" (o Consenso Clovis), fu accettata in forma generalizzata durante la maggior parte della seconda metà del XX secolo.
Successivamente è stata rafforzata la possibilità che i colonizzatori dell'America provenienti da Beringia utilizzassero una via alternativa verso il sud fiancheggiando la costa. A causa dell'abbassamento del livello dell'oceano, questa possibile via si sarebbe trovata a ovest della costa attuale nordamericana e al giorno d'oggi sarebbe coperta dalle acque dell'oceano Pacifico, rendendo complicati gli studi archeologici. In uno scavo subacqueo si è recentemente trovato uno strumento di pietra datato intorno al 10 000 a.C. a una profondità di 53 metri.
Alcune datazioni molto antiche di presenza umana nell'America come quelle di Monte Verde (Cile) datate al 33 000 a.C., e Topper (USA) che risalgono a 50 000 anni fa, sono anteriori rispetto alla formazione del ponte di Beringia e, se confermate, suggerirebbero delle vie radicalmente diverse per la colonizzazione americana, incluso un popolamento diverso per quanto riguarda il Sudamerica.